# شتيفن غروت
شتيفن غروت (بالألمانية: Steffen Groth)‏ (و. 1974  م) هو ممثل، ومخرج أفلام، وممثل أفلام، وممثل مسرحي، وكاتب سيناريو ألماني، ولد في برلين.

## وصلات خارجية
- شتيفن غروت على موقع IMDb (الإنجليزية)
- شتيفن غروت على موقع ألو سيني (الفرنسية)
- شتيفن غروت على موقع ميوزك برينز (الإنجليزية)
- شتيفن غروت على موقع أول موفي (الإنجليزية)
- شتيفن غروت على موقع قاعدة بيانات الأفلام السويدية (السويدية)
- شتيفن غروت على موقع قاعدة بيانات الفيلم (الإنجليزية)
- شتيفن غروت على موقع كينوبويسك (الروسية)